# Clientis Sparcassa 1816
Die Clientis Sparcassa 1816 ist eine selbständige Schweizer Regionalbank mit Hauptsitz in Wädenswil. Sie wurde 1816 gegründet und ist als Genossenschaft organisiert. Neben ihrem Hauptsitz verfügt die Bank über Filialen in Affoltern am Albis, Mettmenstetten, Richterswil und Wettswil am Albis.
Ihr Tätigkeitsgebiet liegt traditionell in den Bereichen Hypothekarfinanzierungen, Zahlen, Anlegen und Vorsorge, Private Banking sowie Bankgeschäfte mit kleinen und mittleren Unternehmen.  
Die Clientis Sparcassa 1816 ist der Entris Holding AG angeschlossen. Innerhalb der Entris Holding AG gehört sie zur Teilgruppierung der Clientis Banken.